# Julio Fernández Rodríguez
Julio Fernández Rodríguez (Cereixido, A Fonsagrada, Lugo, 26 de juliol de 1947) és un productor cinematogràfic que resideix a Barcelona des de finals dels anys 60. És president de la distribuïdora Filmax Entertainment d'ençà que va adquirir la firma, el 1999, i és el responsable del seu procés d'expansió.
Va marxar del seu poble natal a tretze anys i es va establir primer a la Corunya i posteriorment al barri de Santa Eulàlia de l'Hospitalet de Llobregat. A Catalunya, la seva primera feina va ser com a netejacotxes en un taller local. Va anar progressant i amb el temps es va dedicar al sector de les vendes. Assistint a classes nocturnes va poder estudiar administració i direcció d'empreses a l'escola de negocis barcelonina EADA.
Durant els anys setanta es va dedicar bàsicament al sector immobiliari i va participar en diverses empreses de promoció i venda d'urbanitzacions.
Va ser a finals dels anys vuitanta quan va adquirir Filmax i va iniciar el seu projecte d'expansió. És membre de l'Acadèmia de les Arts i de les Ciències Cinematogràfiques d'Espanya, vicepresident de FAPAE (Federació d'Associacions de Productors Audiovisuals Espanyols), conseller de la junta directiva d'EGEDA (Entitat de Gestió de Drets dels Productors Audiovisuals), patró de la fundació privada ESCAC (Escola Superior de Cinema i Audiovisual de Catalunya) de la Universitat de Barcelona i president de l'Associació d'Empresaris Gallecs de Catalunya.
El febrer del 2009, Fernández va ser acusat per la Fiscalia de Catalunya d'aixecament de béns i apropiació indeguda per descapitalitzar la companyia IVEX Films. Està casat i té dues filles.

## Premis i reconeixements
- 2002- Medalla Castelao de la Xunta de Galícia, una de les distincions més importants del govern gallec.[7]